# 山田賢司
山田 賢司（やまだ けんじ、1966年4月20日 - ）は、日本の政治家。自由民主党所属の衆議院議員（5期）、自由民主党副幹事長。

## 来歴
大阪府出身。現在は兵庫県西宮市産所町に在住。1985年に米国インディアナ州ノースビュー高校卒業、1986年に大阪教育大学附属高等学校天王寺校舎卒業、1990年に神戸大学法学部を卒業。同年、住友銀行に入行し、通商産業省に出向。2006年よりSG信託銀行に勤務しつつ、芦屋・西宮を中心として子供向けボランティア活動に従事。2010年に芦屋キワニスクラブ会長に就任。
尖閣諸島中国漁船衝突事件をきっかけに政治家を志す。自民党兵庫県連の公募に応じ、2012年の第46回衆議院議員総選挙に兵庫7区から自民党公認で立候補。民主党前職の石井登志郎らを破り初当選した。2014年の第47回衆議院議員総選挙で再選。2017年の第48回衆議院議員総選挙で3選。
2018年10月の第4次安倍内閣改造内閣の大臣政務官人事に於いて、同僚議員の鈴木憲和・辻清人と共に外務大臣政務官に任命された。
2021年10月より、衆議院議事進行係を務める。
同年同月の第49回衆議院議員総選挙で日本維新の会の三木圭恵らを破り、4選。
2022年8月、第2次岸田第1次改造内閣において外務副大臣に就任。
2024年10月の第50回衆議院議員総選挙で日本維新の会の三木圭恵、立憲民主党の岡田悟らを破り（三木と岡田は比例復活）、5選。同年11月15日、自由民主党副幹事長に就任。

## 政策・主張

### 外務副大臣として

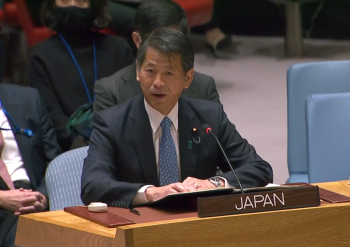
安保理閣僚級会合での演説（2022年12月）

- 2022年12月14日、国連安保理に出席し、「ロシアによる侵攻で、国連の信頼性は危機にひんしている。国連への信頼を回復しなければならない」と述べ、安保理改革の一環として国連の機能強化の必要性を訴え、そのための具体的行動として文言ベースの交渉に移るべきと呼びかけた[12][13]。

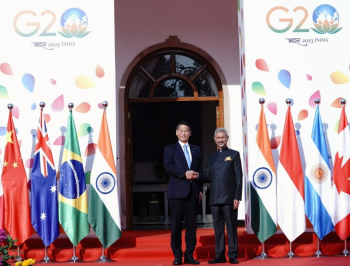
G20外相会談に出席（2023年3月）

- 2023年3月2日、インド・ニューデリーで開催されたG20外相会談に林芳正外務大臣の代理として出席し、ロシアのウクライナ侵攻に対し「最も強い言葉で暴挙を非難する」と発言し、核による威嚇や使用を認めない姿勢を強調した上で、G7議長国として、国際社会が直面する様々な課題の解決に向けてリーダーシップを発揮しG20とも連携していく旨を述べた[14][15]。夕食会場への移動や休憩時間にも積極的に他国とのコミュニケーションを行い、「ほとんどの国の外相と話す機会をつくり、日本の存在感を示した」と述べた[16]。

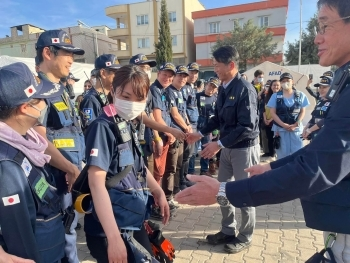
トルコ大地震の被災地を訪問する山田賢司（外務副大臣時、2023年3月）

- 2022年3月6日にトルコ南東部で発生した大地震を受け、同月11日被災地であるフラマンマラシュ及びガジアンテップを訪れ、「困った時に助けるのが真の友、我々ができること全力でトルコを支援していきたい」と述べ、日本政府として復旧復興に向けた支援を継続してく考えを表明した[17][18]。

### 憲法
- 憲法改正について、2012年、2014年、2017年、2021年、2024年のアンケートで「賛成」と回答[19][20][21][22][23]。

- 9条改憲について、2014年の毎日新聞社のアンケートで「賛成」と回答[24]。2017年の毎日新聞社のアンケートで「改正して、自衛隊の役割や限界を明記すべき」と回答[25]。憲法9条への自衛隊の明記について、2021年のアンケートで「賛成」と回答[26]。2024年のアンケートで憲法を改正して自衛隊を明記することに「賛成」と回答[23]。

- 改正や追加すべき項目として、2021年の朝日新聞社のアンケートで「自衛隊の保持を明記する」「緊急事態に関する条項を新設する」と主張[22]。2024年の読売新聞社のアンケートで「全文」、「自衛隊の根拠規定や自衛のため軍隊保持」「緊急事態条項の創設」と回答[23]。

- 2014年7月1日、政府は従来の憲法解釈を変更し、集団的自衛権の行使を容認することを閣議で決定[27]。この閣議決定を評価するかとの問いに対し、同年の朝日新聞社のアンケートで「大いに評価する」と回答[20]。集団的自衛権の行使に賛成かとの問いに対し、同年の毎日新聞社のアンケートで「賛成」と回答[24]。

### 外交・安全保障
- 普天間基地の移設問題について、2012年の毎日新聞社のアンケートで「名護市辺野古に移設すべき」と回答[19]。

- 「政府が尖閣諸島を国有化したことを評価するか」との問いに対し、2012年の毎日新聞社のアンケートで「評価しない」と回答[19]。

- 日本による過去の植民地支配と侵略を認めて謝罪した「村山談話」の見直し論議について、2014年の毎日新聞社のアンケートで「見直すべき」と回答[24]。

- 従軍慰安婦に対する旧日本軍の関与を認めた「河野談話」の見直し論議について、2014年の毎日新聞社のアンケートで「見直すべき」と回答[24]。

- 第2次安倍内閣が2013年に提出した特定秘密保護法案は同年12月6日に可決成立した[28]。「こうした法律が日本に必要と思うか」との2014年の毎日新聞社のアンケートに対し、「必要」と回答[24]。

- 安全保障関連法の成立について、2017年のアンケートで「評価する」と回答[21]。

- 「他国からの攻撃が予想される場合には敵基地攻撃もためらうべきではない」との問題提起に対し、2021年のアンケートで「賛成」と回答[22]。

- 日本の核武装について、2012年の毎日新聞社のアンケートで「検討を始めるべき」と回答[19]。2024年のNHKのアンケートで非核三原則を維持すべきと回答[29]。

### 経済・財政
- 政府の経済対策について、「財政出動を優先し、景気を支えるべきだ」に近いと回答[23]。

- 諸政策の財源確保について、「増税するべきでない」と回答[23]。
- 経済全体の規模をおきくする「成長」と富の移転で格差是正を目指す「分配」について、「成長を重視すべきだ」と回答[23]。
- 当面は財政再建のために歳出を抑えるのではなく、景気対策のために財政出動を行うべきだとしている[30]。

### ジェンダー
- 選択的夫婦別姓制度の導入について、2014年、2017年のアンケートでは「反対」と回答[31][21]。2021年のアンケートでは「どちらかといえば反対」と回答[22]。2024年のアンケートで「夫婦は同じ名字とする制度を維持しつつ、通称として結婚前の名字を使える機会を拡大する」と回答[23]。

- 同性婚を可能とする法改正について、2021年の朝日新聞社のアンケートでは「どちらかといえば反対」と回答し[22]、同年のNHKのアンケートでは回答しなかった[26]。「同性婚を制度として認めるべきだと考るか」との2021年の毎日新聞社のアンケートに対し、選択肢以外の回答をした[32]。2024年のNHKのアンケートに「反対」と回答[29]。

- 「LGBTなど性的少数者をめぐる理解増進法案を早期に成立させるべきか」との問題提起に対し、2021年のアンケートで「どちらかといえば反対」と回答[22]。

- クオータ制の導入について、2024年のアンケートで反対と回答[29]。

### その他
- 「女系」天皇を認めることに「反対」と回答[29]。
- 生成AIについて、「できる限り規制を設けず活用し、技術革新を推進すべきだ」と回答[23]。
- 外国人労働者について、「受け入れはできるだけ限定すべきだ」にどちらかといえば近いと回答[23]。
- 日本のTPP参加について、2012年の毎日新聞社のアンケートで「反対」と回答[19]。

- 原子力発電所に対して否定的であり、代替エネルギーとしてメタンハイドレートを提案している[33]。

- 首相の靖国神社参拝について、2014年のアンケートで「賛成」と回答[20]。2017年のアンケートで「どちらとも言えない」と回答[21]。

- 「『道徳』を小中学校の授業で教え、子供を評価することに賛成か、反対か」との問いに対し、2014年の毎日新聞社のアンケートで「賛成」と回答[24]。

- 「ドナルド・トランプ大統領を信頼できるか」との問いに対し、2017年の毎日新聞社のアンケートで「信頼できる」と回答[25]。

- 女性宮家の創設に反対[19]。

- 消費増税の先送りを評価するとしている[30]。

- 原子力規制委員会の審査に合格した原子力発電所は運転を再開すべきだとしている[30]。

## 人物

### 統一教会との関係
- 2016年2月、世界平和統一家庭連合（旧統一教会）の関連団体が主催する「アジアと日本の平和と安全を守る兵庫県大会」に出席した[34][35]。
- 2017年11月21日、統一教会が韓鶴子総裁を主賓に迎えて、1万人集会「孝情ファミリーフェスティバル in OSAKA」を大阪府立門真スポーツセンターで開催。同集会に秘書を代理出席させた[36]。
- 2018年4月、統一教会の関連団体から政治資金パーティーのパーティー券2枚（4万円）の購入を受けた[34]
- 同年11月、朝日新聞社は全国会議員を対象に推薦確認書のやり取りをたずねるアンケートを実施した[37]。当該アンケートにより、山田賢司、大串正樹、斎藤洋明、深澤陽一の4人が推薦確認書に署名したことを認めた[38]。衆院選の際、世界平和連合が人を集めた国政報告の場で、山田は推薦確認書に署名した[39]。盛山正仁も推薦確認書に署名していた[40]。

### その他
- 2017年3月に発足した自民党拉致問題対策本部のアクションプラン検討チームで事務局長を務めている。同チームは被害者帰国実現に向けた提言をとりまとめ、同年4月に安倍晋三首相に提出した[41]。

- 2015年2月17日の衆議院本会議の代表質問において、ISILによる日本人拘束事件に関連する代表質問を行っていた日本共産党委員長の志位和夫に向けて「さすがテロ政党！」との野次を飛ばした。同月19日、自民党の小此木八郎国対委員長代理と国会内の共産党控室を訪れ、自身が野次を飛ばしたことを名乗り出て謝罪した[42][43]。

## 不祥事

### 公設秘書の逮捕
2013年、山田の公設秘書が、電車内で痴漢をしたとして滋賀県迷惑行為等防止条例違反で滋賀県大津警察署に現行犯逮捕された。

### 元秘書の告発
2015年4月の西宮市議会議員選挙に落選した元公設秘書が、自身の選挙を山田が全く応援しなかったとして2015年7月、事務所勤務時代に毎月秘書給与を事務所に戻させられたなど週刊誌に実名で告発した。元秘書は、2014年に山田事務所を辞めた後の2015年2月から5月に提出された山田の3つの政治団体の政治資金収支報告書に勝手に名前を使われた他、金額に95万円の食い違いがあるなど、虚偽の記載があるとして2015年12月に再び神戸地方検察庁に告発したが、いずれも不起訴となった。なお、元秘書は、自分が収支報告書提出作業を終了したと自身のFacebookに投稿している。元秘書は、自身のブログでこれらの告発を行なった後、2016年2月西宮市内の路上の車内で死亡しているのが発見された。現在、死亡した元秘書のブログから告発に関する記事は除去されている。

## 所属団体・議員連盟
- 自民党たばこ議員連盟[51]
- NPO議員連盟[52]
- 家族の絆特命委員会[52]
- 海上保安議員連盟[52]
- 海洋国日本の災害医療の未来を考える議員連盟[52]
- 北朝鮮に拉致された日本人を早期に救出するために行動する議員連盟[52]
- グラウンドゴルフ推進議連[52]
- 更生保護を考える議員の会[52]
- 國酒を愛する議員の会[52]
- 国会ラグビークラブ[52]
- 国防議員連盟[52]
- 子ども・被災者支援議員連盟[52]
- 子どもの貧困対策推進議員連盟[52]
- サイバーセキュリティ対策推進議員連盟[52]
- 自転車活用推進議員連盟[52]
- 消防議員連盟[52]
- 障がい者スポーツ・パラリンピック推進議員連盟[52]
- 神道政治連盟国会議員懇談会[53]
- スポーツ議員連盟[52]
- 全国災害ボランティア議員連盟[52]
- ダンス文化推進議員連盟[52]
- 超党派で再犯防止を進める議員連盟[52]
- 日本会議国会議員懇談会[53]
- バスケットボール議員連盟[52]
- 文化芸術懇話会[54]
- マンガ・アニメ・ゲームに関する議員連盟[52]
- みんなで靖国神社に参拝する国会議員の会[53]
- ヨガ推進議連[52]
- ロボット政策推進議員連盟[52]
- 和装振興議員連盟[52]
- 対中政策に関する国会議員連盟
- 日本の尊厳と国益を護る会(幹事)[55]
- 人権外交を超党派で考える議員連盟[56]
- 中国による人権侵害を究明し行動する議員連盟(事務局長)[57]

## 選挙歴
| 当落 | 選挙                   | 執行日         | 年齢 | 選挙区      | 政党       | 得票数     | 得票率 | 定数 | 得票順位 /候補者数 | 政党内比例順位 /政党当選者数 |
| ---- | ---------------------- | -------------- | ---- | ----------- | ---------- | ---------- | ------ | ---- | ------------------ | ---------------------------- |
| 当   | 第46回衆議院議員総選挙 | 2012年12月16日 | 46   | 兵庫県第7区 | 自由民主党 | 10万5092票 | 39.31% | 1    | 1/4                | /                            |
| 当   | 第47回衆議院議員総選挙 | 2014年12月14日 | 48   | 兵庫県第7区 | 自由民主党 | 8万9813票  | 36.93% | 1    | 1/5                | /                            |
| 当   | 第48回衆議院議員総選挙 | 2017年10月22日 | 51   | 兵庫県第7区 | 自由民主党 | 9万5558票  | 44.50% | 1    | 1/4                | /                            |
| 当   | 第49回衆議院議員総選挙 | 2021年10月31日 | 55   | 兵庫県第7区 | 自由民主党 | 9万5140票  | 37.52% | 1    | 1/3                | /                            |
| 当   | 第50回衆議院議員総選挙 | 2024年10月27日 | 58   | 兵庫県第7区 | 自由民主党 | 8万434票   | 32.59% | 1    | 1/5                | /                            |